# Juncus longiflorus
Juncus longiflorus är en tågväxtart som först beskrevs av Aimée Antoinette Camus, och fick sitt nu gällande namn av Henry John Noltie. Juncus longiflorus ingår i släktet tåg, och familjen tågväxter. Inga underarter finns listade i Catalogue of Life.